# Conan Barbaren (film)
Denna artikel handlar om filmen från 1982 med titeln Conan Barbaren. Se Conan för närmare information om Robert E. Howards fantasifigur.
Conan Barbaren är en amerikansk film från 1982, regisserad av John Milius, löst baserad på Robert E. Howards fantasifigur Conan.

## Epok
Handlingen i Conan är förlagd i en medvetet fiktiv förhistorisk tid, mellan tiden "när Atlantis sjönk och Ariernas uppkomst". Conan är kimmerier, men filmens kimmerier har lite att göra med verklighetens kimmerier som var ett stäppfolk, men i filmens universum representerar en kultur som skulle vara en föregångare till kelter och germaner, där religionen påminner starkt om nordisk mytologi där smed/krigsguden Crom enligt Conan skulle bo i Valhall. Nordisk mytologi och kultur har inspirerat filmens fiktiva kulturer. Bland annat är en kvarn baserad på vikingaskepp, kung Osrics hall är en kombination av anglo-saxiska och nordiska motiv där gobellengerna är baserade på runstenar och visar Oden och Sleipner samt förekomsten av valkyrior i filmen. Även östasiatisk kultur har influerat filmen, särskilt Trollkarlen spelad av Mako och Subotai som tillber de fyra väderstrecken; Tiānwáng. En sekvens ur filmen är direkt inspirerad av den japanska spökhistorien om Öronlöse Hoichi, vilken filmatiserades som en episod i filmen Kwaidan. Milius avsikt är att Thulsa Doom ska föreställa den sista medlemmen av en Atlantisk ras, som besitter en mer avancerad kultur än resten av världen. Hans sekt är baserad på Jim Jones och egyptisk mytologi. Tanken är att kulturerna och folken i filmen skulle ha kunnat finnas snarare än att visa en teoretisk forntid.

## Handling
Kimmeriern Conan och hans far sitter på ett berg där Conan undervisas i läran om Crom och hur han måste finna svaret på stålets gåta. Thulsa Doom och hans kaptener Rexor och Thorgrim anfaller kimmeriernas by. Conan far dödas och det svärd han dedikerat till Crom stjäls av Rexor. Thulsa halshugger Conans mor och Conan säljs som slav åt Vanerna. Endast Conan överlever till vuxen ålder som den siste kimmeriern och säljs som träl åt Rödhår. Conan tvingas bli gladiator och kämpar många strider som han vinner med hjälp av vreden över sin familjs och sitt folks död. Rödhår ser Conans potential och tar honom öster ut för att tränas till krigare. Conan blir en eftertraktad och bildad legoknekt. När en mongolisk general frågar sina kaptener vad som är bäst i livet svarar Conan "Att krossa sina fiender, se dem drivna framför sig och höra deras kvinnors klagan". Rödhår inser att Conan blivit ett monster och släpper honom fri innan han vänder sig mot honom. Conan jagas av vilda hundar i ödemarken och finner en grav efter en Atlantisk kung. I graven finner han ett svärd som han gör till sitt.

## Om filmen
Universal har släppt filmen i en rad versioner. Originalklippningen var 129 minuter lång. När filmen släpptes till VHS kom den i tre klippningar: originallängden, en 115-minutersklippning och en 123-minutersklippning. Filmen släpptes på DVD 1998 i originallängden 129 minuter, men 2000 kom en två minuter längre DVD-version som ersatt den gamla och numera är den enda tillgängliga. I de brittiska versionerna av filmen har man klippt bort scener där hästar dör eller blir skadade.
Den grekisk-amerikanske kompositören Basil Poledouris komponerade musiken, som är klassisk musik med körer och orkester.
Filmen hade svensk premiär 2 april 1982 på biografen Rigoletto i Stockholm.

## Rollista
- Arnold Schwarzenegger - Conan
- James Earl Jones - Thulsa Doom
- Sandahl Bergman - Valeria
- Mako - Trollkarlen / Berättaren
- Gerry Lopez - Subotai
- Max von Sydow - Kung Osric
- Ben Davidson - Rexor
- Cassandra Gava - Häxan
- Valérie Quennessen - Osrics dotter
- William Smith - Conans Far
- Sven-Ole Thorsen - Thorgrim
- Luis Barboo - Rödhår
- Nadiuska - Conans Mor
- Jorge Sanz - Conan som ung
- Akio Mitamura - Mongolisk General
- Franco Columbu - Piktisk Krigare
- Kiyoshi Yamasaki - Svärdsmästare
- Erik Holmey - Turanidisk Krigshövding
- Gary Herman - Osrics vakt
- Donald Gibb - Osrics vakt